# 우완

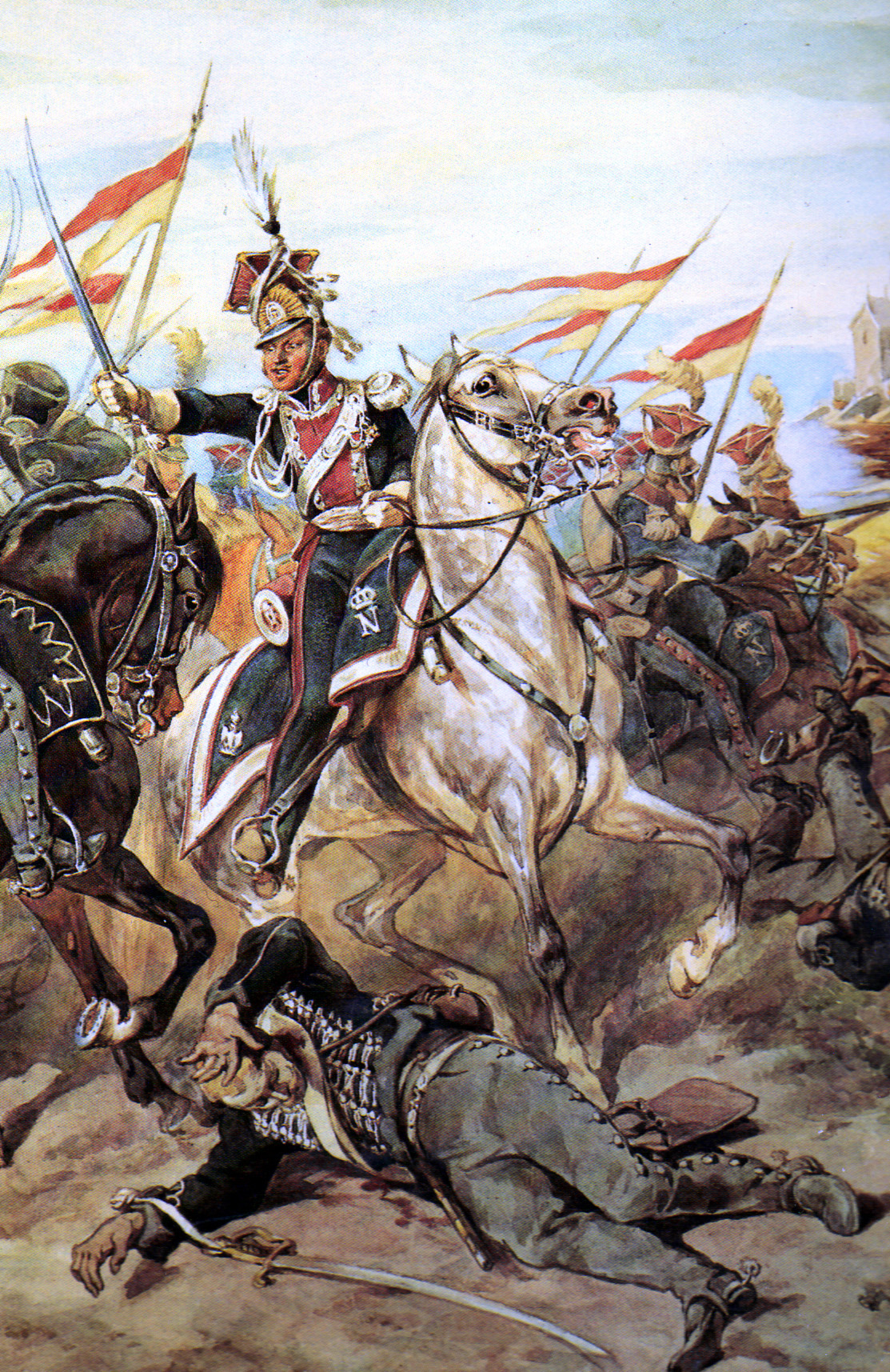

우완(폴란드어: Ułan) 또는 울란(독일어: Ulan, 영어: Uhlan)은 랜스, 사브르, 피스톨로 무장한 폴란드 경기병이다. 이후 러시아, 프로이센, 오스트리아의 창기병연대에서도 울란이라는 말을 사용했다.

## 같이 보기
- 후사르
- 창기병
- 용기병
- 흉갑기병